# Mary Gawthorpe
Mary Gawthorpe (12 janvier 1881, Leeds - 12 mars 1973, New York) est une suffragette, socialiste, syndicaliste et journaliste britannique.  Elle avait été mise en prison plusieurs fois pour son activisme qui était centré sur la ville de Leeds (Royaume-Uni) et avait été battue brutalement, après avoir interrompu Winston Churchill durant un discours en 1909, ce qui avait entraîné qu’elle souffre de nombreuses blessures internes sérieuses. Elle avait également subi une attaque violente pendant une manifestation durant laquelle elle tenait un bureau de vote l’année suivante.

## Biographie
Mary Eleanor Gawthorpe est la fille de John Gawthorpe, un tanneur, et d’Annie Eliza Mountain Gawthorpe, couturière. Elle fait ses études secondaires à Buslingthorpe, puis se forme comme enseignante dès l'âge de 13 ans. Elle devient professeure dans une école de garçons de Leeds et obtient sa certification d'enseignante en 1902 puis est titularisée en 1904. Elle rejoint le mouvement socialiste en intégrant la section locale de l'Union nationale des enseignants et devient vice-présidente de la section du Parti travailliste indépendant de Leeds en 1906.

## Suffrage féminin

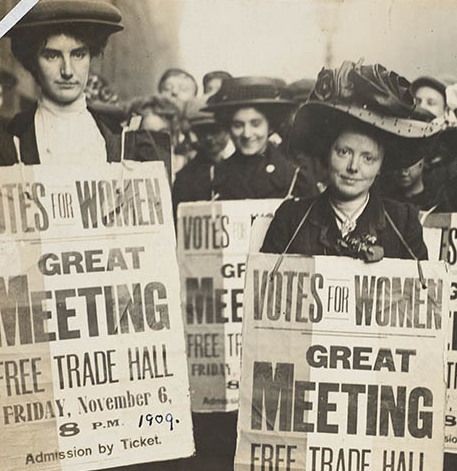
Helen Ogston et Mary Gawthorpe.

Elle milite très tôt pour l’obtention du suffrage féminin. En 1905, Mary Gawthorpe rejoint brièvement le National Union of Women's Suffrage Societies (NUWSS). Dès 1906, elle quitte l’enseignement et travaille à plein temps comme organisatrice pour la Women's Social and Political Union de Leeds. En 1907, Sylvia Pankhurst et Alice Hawkins sont en campagne à Leeds. De cette rencontre, les militantes mettent en place une présence de la WSPU à Leicester.
Plus tard, Mary Gawthorpe accompagne Christabel Pankhurst au pays de Galles. Lors d’une réunion organisée par Samuel Evans, qui devait être réélu comme représentant gallois au Parlement, elle apostrophe l’élu en lui posant des questions dans sa propre langue, le gallois, sur le droit de vote des femmes. Samuel Evans quitte l’assemblée avec angoisse, ce qui amènera ses amis à ne plus jamais lui parler de Mary Gawthorpe. Il refuse par la suite d’assister aux débats sur le droit de vote à la Chambre des communes.

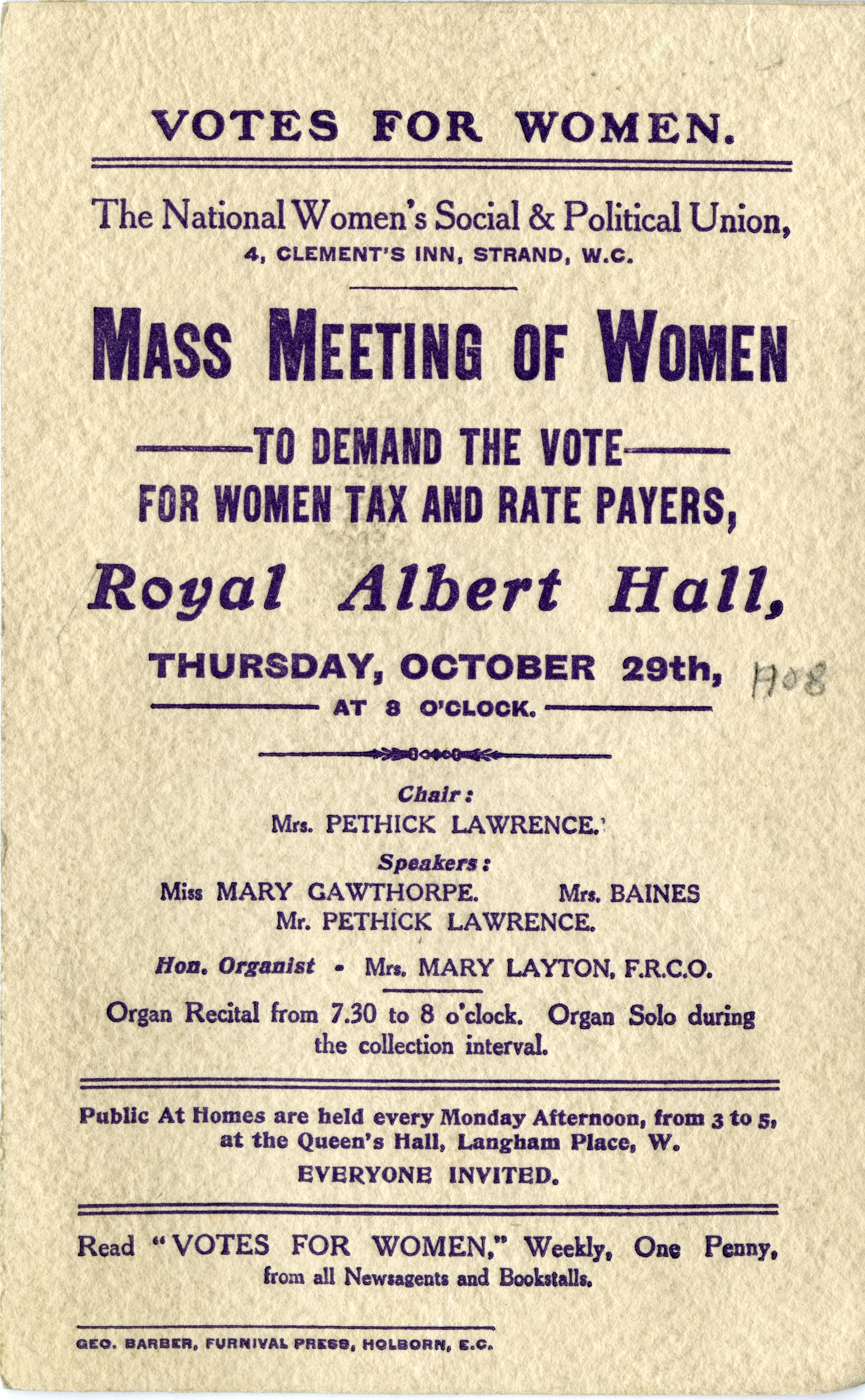
Tract de la National Women's Social & Political Union, The Women's Library collection.

En octobre 1906, Mary Gawthorpe est arrêtée à la suite d'une manifestation à la Chambre des communes. Elle est condamnée à deux mois d'emprisonnement et incarcérée à la prison de Holloway, à Londres. Elle fait une grève de la faim mais n'est pas alimentée de force. Après sa libération, elle est de nouveau arrêtée en février 1907. Frappée lors de son arrestation, elle n’est pas autorisée à comparaître devant le tribunal. L'affaire est classée le mois suivant. Au printemps 1907, elle organise une réunion en plein air lors de la campagne électorale partielle de Rutlland. Alors qu’elle s’adresse à la foule, un projectile l’atteint à la tête et la militante tombe inconsciente. Dès le lendemain, elle reprend sa place dans le cortège comme « une vraie suffragette, inébranlable ». L'incident lui vaut un statut d’héroïne lors de cette élection.
Plusieurs mois plus tard, en novembre 1907, elle est arrêtée aux côtés de Dora Marsden et Rona Robinson à l'université de Manchester, lors d’une conférence de Lord Morley au sujet des femmes emprisonnées à Birmingham. Les trois femmes sont exclues de la réunion et violemment arrêtées par la police. Mary Gawthorpe a également pris la parole lors d'événements nationaux, comme au rassemblement de Hyde Park le 21 juin 1908, auquel assistent plus de 200 000 personnes. En 1909, elle est de nouveau victime de graves blessures internes après avoir chahuté Winston Churchill lors d’un événement public.
En janvier 1910, le jour du scrutin à Southport, Mary Gawthorpe et ses collègues suffragettes Dora Marsden et Mabel Capper font l’objet d’une violente agression alors qu’elles manifestent à l’entrée de la salle de vote. En février, les trois suffragettes portent plainte contre trois hommes pour voies de fait. Les charges sont rejetées par les magistrats.

## Activités éditoriales
Dora Marsden et Mary Gawthorpe deviennent co-rédactrices en cheffes du périodique radical The Freewoman, une revue féministe hebdomadaire, qui traite de sujets tels que le travail salarié des femmes, les tâches ménagères, la maternité, le mouvement du suffrage féminin et la littérature. Sa notoriété et son influence reposent sur la publication de discussions franches sur la sexualité, la moralité et le mariage. Les autrices plaident en faveur de la tolérance à l'égard de l'homosexualité masculine.  
Cependant, en raison de problèmes de santé et de désaccords avec Dora Marsden, Mary Gawthorpe démissionne de ses fonctions de co-éditrice. Sa dernière publication date du 7 mars 1912. À cette époque, elle a cessé toute action militante au sein du Women's Social and Political Union. 

## Vie aux États-Unis
Elle s'installe aux États-Unis en janvier 1916 et reprend des activités suffragistes et socialistes et, plus tard, dans le mouvement syndical, devenant fonctionnaire de l’Amalgamated Clothing Workers Union. Elle participe à la création du Farmer-Labor Party et s'investit dans la campagne électorale de Parley P. Christensen, le candidat de ce parti lors de l'élection présidentielle américaine de 1920. Elle se marie en 1921 et se retire de la vie publique, à l'exception d'un séjour en Angleterre en 1933, durant lequel elle reprend contact avec des suffragettes. Elle publie Up Hill to Holloway en 1962, récit biographique dans lequel elle évoque son séjour à la prison de Holloway en 1906. Elle meurt le 12 mars 1973.

## Postérité
Le nom et la photographie de Mary Gawthorpe sont associés à ceux de 58 autres partisanes du suffrage féminin sur le socle de la statue de Millicent Fawcett (en), installée sur Parliament Square, à Londres, et dévoilée en mai 2018.

## Références

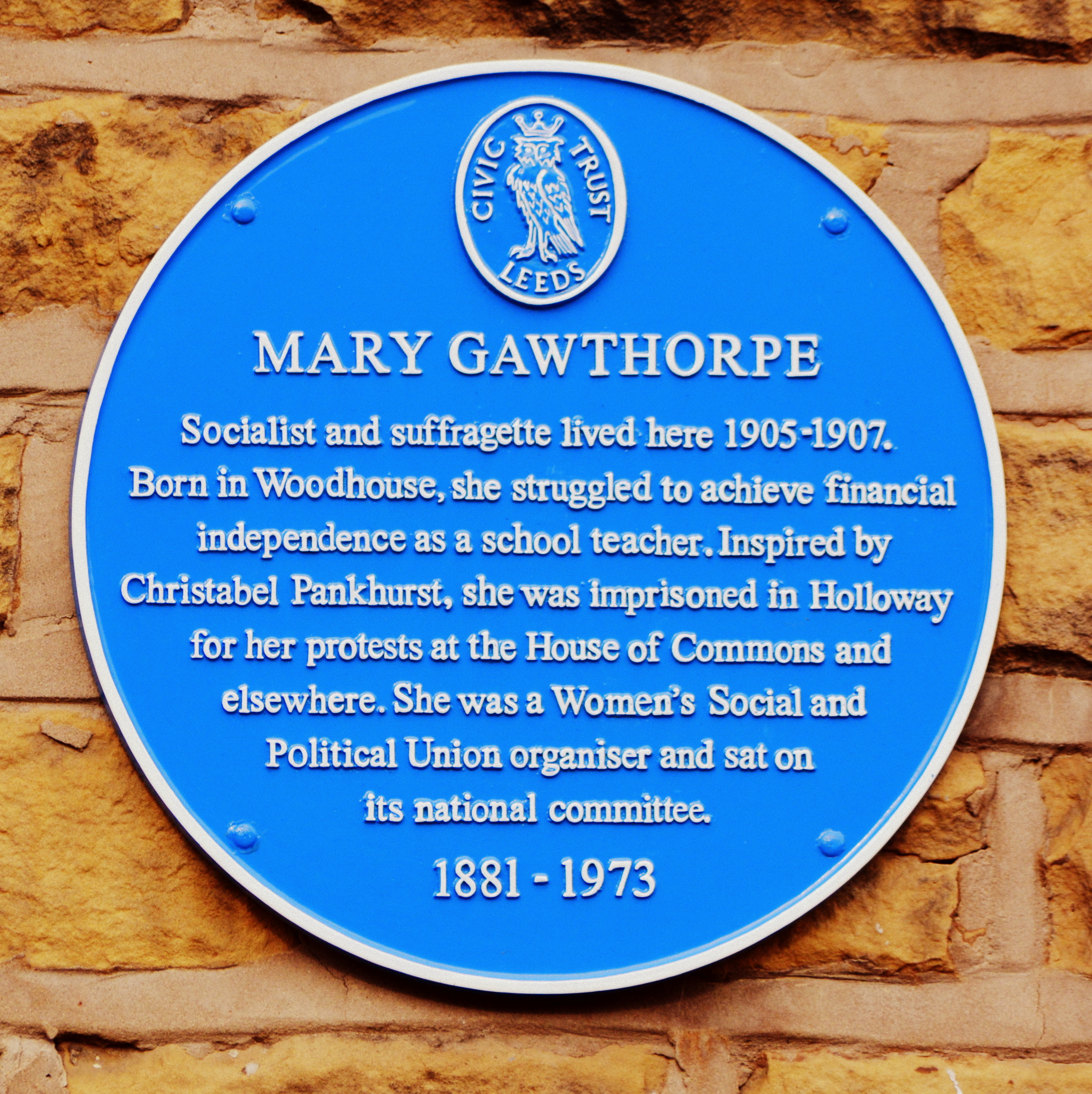
Blue plaque dédiée à Mary Gawthorpe, érigée sur la façade du domicile de la suffragette à Warrel's Mount, Bramley.